# Rio Frio (Arcos de Valdevez)
Rio Frio ist eine Gemeinde (Freguesia) im nordportugiesischen Kreis Arcos de Valdevez. In ihr leben 536 Einwohner (Stand 19. April 2021).